# Nipponíbisz
A nipponíbisz (Nipponia nippon) a madarak (Aves) osztályának a gödényalakúak (Pelecaniformes) rendjébe, ezen belül az íbiszfélék (Threskiornithidae) családjába és az íbiszformák (Threskiornithinae) alcsaládjába tartozó Nipponia madárnem egyetlen faja.

## Elterjedése
Kelet-Ázsiában él. Egykori elterjedési területébe beletartozott Szibéria, Korea, Kína északi része, Tajvan, Mandzsúria és Japán. Igen elterjedt madár volt Japán és Kína területén a 20. század elejéig, Koreában egészen a második világháborúig, majd állománya hirtelen fogyni kezdett. Megritkulásának fő okai az erdőirtás, a táplálkozóhelyeit jelentő mocsarak lecsapolása és rizstermesztés voltak.
Az 1970-es évekre Japánban már csak 8 példányuk élt, Sado szigetén. Hogy megvédjék e fajt a teljes kipusztulástól Sado szigetén madárvédelmi és madárnevelő állomást létesítettek, ahol lehetett az íbiszeket tanulmányozni. A védelemnek köszönhetően (például téli etetés) a madarak száma 2002-re 130 példányra nőtt fogságban. 1981-ben fedezték fel a faj egy kis populációját a kínai szárazföldön, Senhszi tartományban. A madarak 1987 óta szigorú védelemben részesülnek Kínában.
A kínai populációt 2002-ben 140 madárra becsülték. Japánban az utolsó szabadon élő nipponíbisz 2003-ban pusztult el Sado szigetén.
Japánban 2008-ban kezdték meg a faj visszatelepítését Sado szigetére, mely során 10 madarat engedtek szabadon. A program során 2015-ig 60 egyedet telepítettek vissza eredeti élőhelyére. Az első szabadon kelt fiókák 2012-ben keltek ki a tojásokból, így 36 év után úja költőfajjá vált Japánban.

## Megjelenése
A csőre hegyétől a farka végéig 74 centiméter hosszú és 140 centiméter a szárnyfesztávolsága. A fején egy fehér tollakból álló kontyot visel. Tollazata fehér egy kis narancsos-rózsaszínes beütéssel. Színe költésidőben világosszürkére vált. Csőre fekete, pofája és lábai pirosak.

## Életmódja
Mocsaras vidékeken él 470 m és 1300 m tengerszint feletti magasság között. Rákokat, puhatestűeket, békákat és kis halakat keres a sekélyebb vizekben.

## Képek

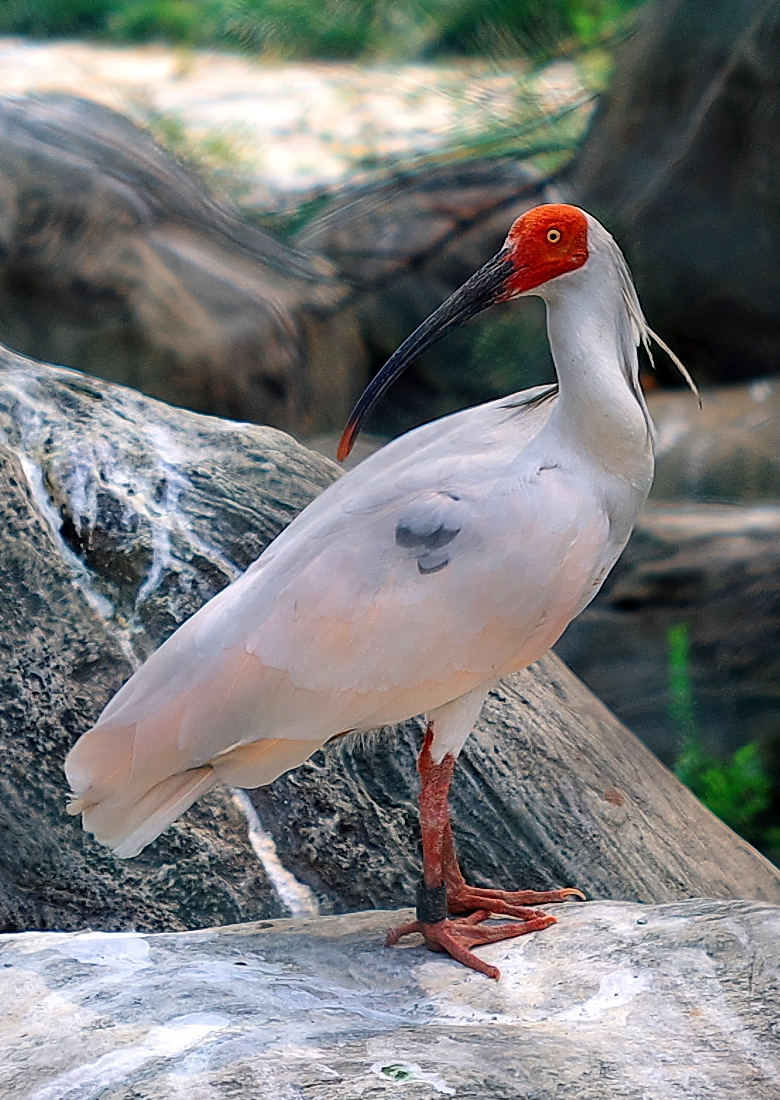
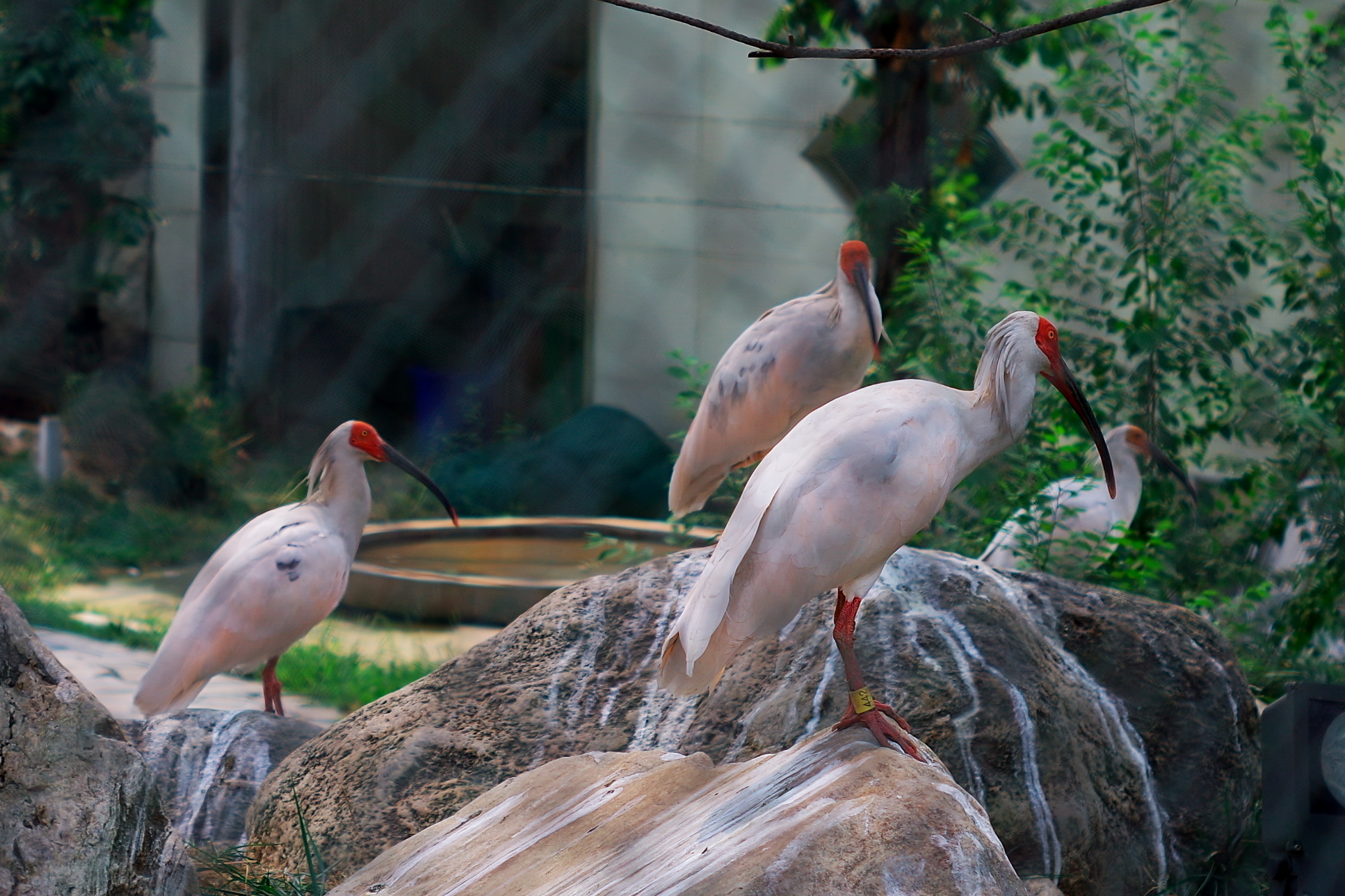

## Szaporodása
Fészekalja 2-5 tojásból áll.